# Бакеєво (Стерлібашевський район)
Баке́єво (рос. Бакеево, башк. Баҡый) — село у складі Стерлібашевського району Башкортостану, Росія. Входить до складу Бакеєвської сільської ради.
Населення — 507 осіб (2010; 662 в 2002).
Національний склад:
- татари — 88%